# Jim Highsmith
Jim Highsmith   (1945) és un enginyer de programari nord-americà i autor de llibres en el camp de la metodologia de desenvolupament de programari. És el creador d'Adaptive Software Development, descrit al seu llibre de 1999 "Adaptive Software Development", i guanyador del premi Jolt 2000 i el premi Stevens el 2005. Highsmith va ser un dels 17 signants originals de l'Agile Manifesto, el document fundacional per al desenvolupament de programari àgil.

## Biografia
Té més de vint-i-cinc anys d'experiència com a gerent de TI, gestor de projectes, gestor de producte, consultor i desenvolupador de programari. Ha consultat amb empreses de TI, programari i desenvolupament de productes als EUA, Europa, Canadà, Japó, Índia, Sud-àfrica, Austràlia i Nova Zelanda per ajudar-los a adaptar-se a un ritme de desenvolupament accelerat en entorns cada cop més complexos i inestables. També ha treballat a la NASA. Les àrees de consultoria de Jim Highsmith inclouen desenvolupament de programari àgil, col·laboració i gestió de projectes. Highsmith també va ser consultor executiu de Thoughtworks, una empresa global de consultoria de programari.
Treballant com a director d'Information Architects, Inc., amb seu a Salt Lake City, Highsmith va ensenyar sobre la millora de processos de qualitat del programari, la gestió de projectes i les tècniques de desenvolupament accelerat. També ha estat director del Servei d'assessorament en gestió de projectes àgils del Consorci Cutter i és un dels fundadors de l'Agile Project Leadership Network.
Al llibre Adaptive Software Development (1999), Jim Highsmith utilitza l'analogia de l'alpinisme per il·lustrar els seus arguments sobre el treball en equip, la planificació i l'adaptació a condicions que canvien ràpidament. En el llibre afirma que "Les regles poden ser barreres per amagar-se darrere o pautes que els savis considerin i trenquin quan les circumstàncies ho justifiquen". El llibre també cobreix els conceptes de desenvolupament de programari accidental, el model conceptual adaptatiu i el model de desenvolupament adaptatiu.